# (6578) Zapesotskij
(6578) Zapesotskij es un asteroide perteneciente al cinturón de asteroides, región del sistema solar que se encuentra entre las órbitas de Marte y Júpiter, descubierto el 13 de octubre de 1980 por Tamara Mijáilovna Smirnova desde el Observatorio Astrofísico de Crimea (República de Crimea).

## Designación y nombre
Designado provisionalmente como 1980 TQ14. Fue nombrado en honor a Alexander Sergeevich Zapesotskij (n. 1954), presidente de la Universidad de Humanidades y Ciencias Sociales de San Petersburgo, culturólogo ruso, conocido por su actividad pública como uno de los líderes del Congreso de la Intelligentsia Rusa.

## Características orbitales
Zapesotskij está situado a una distancia media del Sol de 2,422 ua, pudiendo alejarse hasta 2,877 ua y acercarse hasta 1,968 ua. Su excentricidad es 0,188 y la inclinación orbital 3,584 grados. Emplea 1377,05 días en completar una órbita alrededor del Sol.
Pertenece a la familia de asteroides de (135) Hertha.

## Características físicas
La magnitud absoluta de Zapesotskij es 14,62. Tiene 7,874 km de diámetro y su albedo se estima en 0,061. 